# 帕斯卡爾冰川
75°54′S 140°40′W / 75.900°S 140.667°W
帕斯卡爾冰川（英語：Paschal Glacier）是南極洲的冰川，位於瑪麗伯德地，長37公里、寬7公里，與懷特冰川和蘭德冰川在麥科伊山附近匯流，現時由南極條約體系管理。